# Ерлбах-Кирхберг
Ерлбах-Кирхберг (њем. Erlbach-Kirchberg) општина је у њемачкој савезној држави Саксонија. Једно је од 69 општинских средишта округа Ерцгебирге. Према процјени из 2010. у општини је живјело 1.748 становника. Посједује регионалну шифру (AGS) 14521190.

## Географски и демографски подаци
Ерлбах-Кирхберг се налази у савезној држави Саксонија у округу Ерцгебирге. Општина се налази на надморској висини од 350 метара. Површина општине износи 15,9 km². У самом мјесту је, према процјени из 2010. године, живјело 1.748 становника. Просјечна густина становништва износи 110 становника/km².

## Међународна сарадња
| Мјесто | Држава    | Врста сарадње | Од    |
| ------ | --------- | ------------- | ----- |
|        | Француска | партнерство   | 2000. |
| Извор  |           |               |       |